# روبرت كامبل (سياسي كندي، مواليد 1818)
روبرت كامبل هو سياسي كندي، ولد في 20 مارس 1818 في مرتفعات اسكتلندا في المملكة المتحدة، وتوفي في 14 يونيو 1887. نشط حزبياً في الحزب الليبرالي الكندي. وقد انتخب عضو مجلس العموم الكندي عن دائرة Renfrew South (federal electoral district) ‏ (1882 – 1887).